# S Tonelero (S-42)
O S Tonelero é o terceiro submarino da Classe Riachuelo, derivada da Classe Scorpène, fabricado no Brasil e que se encontra em fase de testes pela Marinha do Brasil. O lançamento ocorreu no dia 27 de março de 2024.
As embarcações da Classe Riachuelo são maiores no comprimento, tonelagem e capacidade de carga em relação aos originais franceses. A versão brasileira tem 71,62 metros e 1 870 toneladas, ante os 66,4 metros e 1 717 toneladas dos Scorpènes.
Os outros submarinos da Classe Riachuelo são o S-Riachuelo (S-40), S Humaitá (S-41) e o S-43 Angostura.

## Histórico
As previsões iniciais da Marinha para a entrega do primeiro submarino da nova classe eram para o ano de 2015. Porém, após alguns adiamentos, o S-40 Riachuelo foi lançado ao mar em dezembro de 2018, iniciando o período de testes, que durou até setembro de 2022, quando entrou em serviço.
O S Tonelero (S-42) foi lançado ao mar no dia 27 de março de 2024, em cerimonia realizada no Estaleiro de Construção (ESC), localizado no Complexo Naval de Itaguaí.
Em outubro de 2024, foram realizados testes de imersão estática nas águas da Baía de Sepetiba. Foi executado o teste de estabilidade para o construtor, conhecido como Imersão Estática, que tem como objetivo calcular o deslocamento do submarino na superfície e em imersão, garantindo a segurança para os próximos testes. Também foi realizado o Teste de Operação da Guarita de Salvamento, que permite o escape do submarino em caso de impossibilidade de retornar à superfície, assegurando a realização segura da Primeira Imersão Dinâmica do submarino, programada para janeiro de 2025.
Em novembro de 2024, foi realizada a primeira navegação independente do submarino, sem auxílio de rebocadores. No dia 27 de novembro, o submarino deixou o cais do Estaleiro de Construção (ESC) para navegar pela Baía de Sepetiba em um teste que durou cinco dias, retornando no próximo domingo, 1º de dezembro. Durante essa navegação, a tribulação irá executar uma série de atividades para avaliar o desempenho de diversos sistemas a bordo.
No dia 30 de janeiro de 2025, foi realizada a Imersão Dinâmica. Essa etapa tem como principal objetivo validar a capacidade de ocultação, permanência e recarga de baterias no mar, além de avaliar a operacionalização da guarita de salvamento e o controle atmosférico interno do submarino. A imersão dinâmica ocorre quando o submarino utiliza, em conjunto, sua propulsão, os lemes horizontais e o casco hidrodinâmico para vencer a resistência e o atrito com o meio líquido, direcionando o casco para baixo e mergulhando, sem depender dos tanques de lastro.
No dia 16 de julho de 2025, foi concluído o teste de lançamento de torpedo do Exercício F21, sendo esse o marco final da sua etapa construtiva antes da incorporação do navio ao serviço ativo.

## Nome
O S Tonelero (S-42) é a segunda embarcação da Marinha do Brasil a receber este nome, em homenagem ao passo fortificado localizado à margem direita do rio Paraná.
A outra embarcação foi S Tonelero (S-21), submarino da Classe Oberon, operado de 1977 a 2001.

## Características
| Deslocamento | 1 870 toneladas e 2 200 toneladas submerso                                                    |
| Comprimento  | 71,6 metros                                                                                   |
| Diâmetro     | 6,2 metros                                                                                    |
| Calado       | 5,5 metros                                                                                    |
| Boca         | 6,2 metros                                                                                    |
| Propulsão    | 4 x Motores Diesel MTU 16V 396 SE84 (2990cv/hp), 1 x Motor elétrico Jeumont Schneider (2.8MW) |
| Velocidade   | 20 nós (máxima)                                                                               |
| Autonomia    | 70 dias no mar, 13 000 milhas a 8 nós; pode navegar 400 milhas a 4 nós sem usar o snorkel     |
| Profundidade | 300 metros (máxima)                                                                           |
| Armamento    | 18 torpedos F-21 Artemis de 533 mm para 6 tubos lançadores; 8 mísseis Exocet SM 39 ou MANSUP  |
| Tripulação   | 35                                                                                            |